# No Exit (film 2022)
No Exit è un film del 2022 diretto da Damien Power e tratto dal romanzo omonimo di Taylor Adams pubblicato nel 2017.

## Trama
Durante una bufera di neve una ragazza che sta affrontando un percorso di recupero dall’alcolismo scappa dal centro in cui si trova non appena scopre che sua madre è finita in ospedale a causa di un aneurisma. Con l’arrivo di una tormenta di neve, la ragazza è costretta a fermarsi in un rifugio. Uscita un attimo per cercare della connessione, scopre, all'interno di un furgone, appartenente a una delle persone con cui condivide il rifugio, una bambina rapita.

## Distribuzione
Il film è stato distribuito sulla piattaforma Disney+ a partire dal 25 febbraio 2022.